# Division 1 1960-1961
La Division 1 1960-1961 è stata la 23ª edizione della massima serie del campionato francese di calcio, disputato tra il 20 agosto 1960 e il 4 giugno 1961 e concluso con la vittoria del Monaco, al suo primo titolo.
Capocannoniere del torneo è stato Roger Piantoni (Stade Reims), con 28 reti.

## Stagione

### Avvenimenti
Vincendo le prime sei gare, il Monaco prese il comando della classifica a partire dalla terza giornata; l'interruzione della serie positiva alla settima giornata permise al RC Paris di raggiungere i monegaschi, che poi saranno sorpassati dopo due settimane. Inseguiti dal Monaco stesso e dallo Stade Reims, i parigini arrivarono fino a +6 dalle inseguitrici, concludendo il girone di andata con quattro punti vantaggio su un Monaco in rimonta.
Dalla ventunesima giornata i monegaschi accelerarono il passo, agganciando dapprima la capolista e poi sorpassandola alla venticinquesima. Da quel momento le due squadre si diedero battaglia per il comando della classifica, arrivando pari alla vigilia dell'ultima giornata: il pareggio del RC Paris contro un Le Havre privo di obiettivi da raggiungere consegnò il primo titolo nazionale al Monaco, che sconfisse in casa il Valenciennes.
In seguito a questo risultato, il VA medesimo retrocesse in Division 2, in contemporanea con il Limoges e il Grenoble. A chiudere la classifica fu l'AS Troyes-Sav., che occupava l'ultimo posto in solitaria dalla quinta giornata.

## Squadre partecipanti
| Club            | Stagione | Città         | Stadio                          | Stagione precedente     |
| --------------- | -------- | ------------- | ------------------------------- | ----------------------- |
| Angers          | dettagli | Angers        | Stadio Jean-Bouin               | 13º posto in Division 1 |
| Grenoble        | dettagli | Grenoble      | Stade des Alpes                 | 1º posto in Division 2  |
| Le Havre        | dettagli | Le Havre      | Stadio Jules Deschaseaux        | 7º posto in Division 1  |
| Lens            | dettagli | Lens          | Stadio Félix-Bollaërt           | 6º posto in Division 1  |
| Limoges         | dettagli | Limoges       | Stadio Saint-Lazare             | 10º posto in Division 1 |
| Monaco          | dettagli | Monaco        | Stadio Louis II                 | 4º posto in Division 1  |
| FC Nancy        | dettagli | Nancy         | Parc des Sports du Pont d'Essey | 2º posto in Division 2  |
| Nîmes           | dettagli | Nîmes         | Stadio des Costières            | 2º posto in Division 1  |
| Nizza           | dettagli | Nizza         | Stade Municipal du Ray          | 13º posto in Division 1 |
| Olympique Lione | dettagli | Lione         | Stadio di Gerland               | 16º posto in Division 1 |
| RC Paris        | dettagli | Colombes      | Stadio Yves du Manoir           | 3º posto in Division 1  |
| Rennes          | dettagli | Rennes        | Roazhon Park                    | 15º posto in Division 1 |
| Rouen           | dettagli | Rouen         | Stadio Robert Diochon           | 3º posto in Division 2  |
| Saint-Étienne   | dettagli | Saint-Étienne | Stadio Geoffroy-Guichard        | 12º posto in Division 1 |
| Sedan-Torcy     | dettagli | Sedan         | Stade Émile Albea               | 11º posto in Division 1 |
| Stade Français  | dettagli | Parigi        | Stadio Bauer                    | 14º posto in Division 1 |
| Stade Reims     | dettagli | Reims         | Stadio Auguste Delaune          | Campione di Francia     |
| Tolosa          | dettagli | Tolosa        | Stadium Municipal               | 5º posto in Division 1  |
| AS Troyes-Sav.  | dettagli | Troyes        | Stadio de l'Aube                | 4º posto in Division 2  |
| Valenciennes    | dettagli | Valenciennes  | Stadio Nungesser                | 8º posto in Division 1  |

## Classifica finale
|  | Pos. | Squadra         | Pt | G  | V  | N  | P  | GF | GS  | MR    |
|  | ---- | --------------- | -- | -- | -- | -- | -- | -- | --- | ----- |
|  | 1.   | Monaco          | 57 | 38 | 26 | 5  | 7  | 77 | 42  | 1,833 |
|  | 2.   | RC Paris        | 56 | 38 | 23 | 10 | 5  | 93 | 57  | 1,632 |
|  | 3.   | Stade Reims     | 50 | 38 | 23 | 4  | 11 | 78 | 44  | 1,773 |
|  | 4.   | Rouen           | 46 | 38 | 21 | 4  | 13 | 56 | 42  | 1,333 |
|  | 5.   | Saint-Étienne   | 43 | 38 | 16 | 11 | 11 | 60 | 54  | 1,111 |
|  | 6.   | Nîmes           | 42 | 38 | 17 | 8  | 13 | 70 | 61  | 1,148 |
|  | 7.   | Angers          | 40 | 38 | 16 | 8  | 14 | 64 | 56  | 1,143 |
|  | 8.   | FC Nancy        | 39 | 38 | 13 | 13 | 12 | 55 | 52  | 1,058 |
|  | 9.   | Sedan-Torcy     | 38 | 38 | 15 | 8  | 15 | 64 | 63  | 1,016 |
|  | 10.  | Lens            | 37 | 38 | 14 | 9  | 15 | 50 | 54  | 0,926 |
|  | 11.  | Le Havre        | 36 | 38 | 13 | 10 | 15 | 61 | 62  | 0,984 |
|  | 12.  | Tolosa          | 36 | 38 | 13 | 10 | 15 | 49 | 58  | 0,845 |
|  | 13.  | Nizza           | 34 | 38 | 13 | 8  | 17 | 66 | 73  | 0,904 |
|  | 14.  | Rennes          | 34 | 38 | 12 | 10 | 16 | 52 | 59  | 0,881 |
|  | 15.  | Olympique Lione | 34 | 38 | 13 | 8  | 17 | 60 | 71  | 0,845 |
|  | 16.  | Stade Français  | 32 | 38 | 12 | 8  | 18 | 52 | 59  | 0,881 |
|  | 17.  | Grenoble        | 31 | 38 | 8  | 15 | 15 | 47 | 55  | 0,855 |
|  | 18.  | Limoges         | 30 | 38 | 11 | 8  | 19 | 55 | 69  | 0,797 |
|  | 19.  | Valenciennes    | 30 | 38 | 12 | 6  | 20 | 35 | 57  | 0,614 |
|  | 20.  | AS Troyes-Sav.  | 15 | 38 | 5  | 5  | 28 | 52 | 108 | 0,481 |

Legenda:
      Campione di Francia e ammessa alla Coppa dei Campioni 1961-1962
      Ammesse alla Coppa delle Coppe 1961-1962
      Ammesso in Coppa delle Fiere 1961-1962
      Retrocesse in Division 2 1961-1962
Note:
Due punti a vittoria, uno a pareggio, zero a sconfitta.

### Squadra campione
| Formazione tipo | Giocatori (presenze)      |
| --- | ------------------------- |
| Garofalo Thomas Kaelbel Nowak Biancheri Ludo Théo Carlier Roy Cossou Hidalgo                                                 | Yvan Garofalo (31)        |
| Garofalo Thomas Kaelbel Nowak Biancheri Ludo Théo Carlier Roy Cossou Hidalgo                                                 | Marcel Nowak (34)         |
| Garofalo Thomas Kaelbel Nowak Biancheri Ludo Théo Carlier Roy Cossou Hidalgo                                                 | Raymond Kaelbel (26)      |
| Garofalo Thomas Kaelbel Nowak Biancheri Ludo Théo Carlier Roy Cossou Hidalgo                                                 | Georges Thomas (23)       |
| Garofalo Thomas Kaelbel Nowak Biancheri Ludo Théo Carlier Roy Cossou Hidalgo                                                 | Henri Biancheri (37)      |
| Garofalo Thomas Kaelbel Nowak Biancheri Ludo Théo Carlier Roy Cossou Hidalgo                                                 | François Ludo (37)        |
| Garofalo Thomas Kaelbel Nowak Biancheri Ludo Théo Carlier Roy Cossou Hidalgo                                                 | Théodore Szkudlapski (37) |
| Garofalo Thomas Kaelbel Nowak Biancheri Ludo Théo Carlier Roy Cossou Hidalgo                                                 | Serge Roy (32)            |
| Garofalo Thomas Kaelbel Nowak Biancheri Ludo Théo Carlier Roy Cossou Hidalgo                                                 | Lucien Cossou (24)        |
| Garofalo Thomas Kaelbel Nowak Biancheri Ludo Théo Carlier Roy Cossou Hidalgo                                                 | Bart Carlier (33)         |
| Garofalo Thomas Kaelbel Nowak Biancheri Ludo Théo Carlier Roy Cossou Hidalgo                                                 | Michel Hidalgo (33)       |
| Altri giocatori: André Hess (27), Djibrill Karimou (27), Georges Casolari (10), Henri Alberto (5), Jean-Claude Hernandez (2) |                           |

## Statistiche

### Capoliste solitarie
|    | —— | ——     | ——     | ——     | ——     | —— | —— | ——       | ——       | ——       | ——       | ——       | ——       | ——       | ——       | ——       | ——       | ——       | ——       | ——       | ——       | ——  | ——  | ——     | ——     | ——     | ——     | ——     | ——     | ——     | ——     | ——     | ——     | ——       | ——  | ——  | ——     | —— |  |
|    |    | Monaco | Monaco | Monaco | Monaco |    |    | RC Paris | RC Paris | RC Paris | RC Paris | RC Paris | RC Paris | RC Paris | RC Paris | RC Paris | RC Paris | RC Paris | RC Paris | RC Paris | RC Paris |     |     | Monaco | Monaco | Monaco | Monaco | Monaco | Monaco | Monaco | Monaco | Monaco | Monaco | RC Paris |     |     | Monaco |    |  |
|    |    |        |        |        |        |    |    |          |          |          |          |          |          |          |          |          |          |          |          |          |          |     |     |        |        |        |        |        |        |        |        |        |        |          |     |     |        |    |  |
|    |    |        |        |        |        |    |    |          |          |          |          |          |          |          |          |          |          |          |          |          |          |     |     |        |        |        |        |        |        |        |        |        |        |          |     |     |        |    |  |
| 1ª | 2ª | 3ª     | 4ª     | 5ª     | 6ª     | 7ª | 8ª | 9ª       | 10ª      | 11ª      | 12ª      | 13ª      | 14ª      | 15ª      | 16ª      | 17ª      | 18ª      | 19ª      | 20ª      | 21ª      | 22ª      | 23ª | 24ª | 25ª    | 26ª    | 27ª    | 28ª    | 29ª    | 30ª    | 31ª    | 32ª    | 33ª    | 34ª    | 35ª      | 36ª | 37ª | 38ª    |    |  |

#### Primati stagionali
Squadre
- Maggior numero di vittorie: Monaco (26)
- Minor numero di sconfitte: RC Paris (5)
- Migliore attacco: RC Paris (93)
- Miglior difesa: Monaco, Rouen (42)
- Miglior differenza reti: RC Paris (+36)
- Maggior numero di pareggi: Grenoble (15)
- Minor numero di pareggi: Stade Reims e Rouen (4)
- Maggior numero di sconfitte: Troyes (28)
- Minor numero di vittorie: Troyes (5)
- Peggior attacco: Valenciennes (35)
- Peggior difesa: Troyes (108)
- Peggior differenza reti: Troyes (-56)

### Individuali

#### Classifica marcatori
| Gol |  |  | Giocatore           | Squadra         |
| --- |  |  | ------------------- | --------------- |
| 28  |  |  | Roger Piantoni      | Stade Reims     |
| 23  |  |  | Antoine Keller      | Troyes          |
| 21  |  |  | Hassan Akesbi       | Nîmes           |
| 21  |  |  | Joseph Ujlaki       | RC Paris        |
| 20  |  |  | Héctor De Bourgoing | Nizza           |
| 20  |  |  | Jacques Faivre      | Rennes          |
| 18  |  |  | Lucien Cossou       | Monaco          |
| 17  |  |  | Yvon Douis          | Le Havre        |
| 16  |  |  | Mohamed Salem       | Sedan-Torcy     |
| 15  |  |  | Nestor Combin       | Olympique Lione |
| 15  |  |  | Alberto Muro        | FC Nancy        |
| 15  |  |  | Jean-Jacques Marcel | RC Paris        |
| 15  |  |  | Norbert Eschmann    | Stade Français  |

## Percorso dei club nelle coppe europee
| Club            | Competizione       | Risultato        | Ultimo avversario  |
| --------------- | ------------------ | ---------------- | ------------------ |
| Stade Reims     | Coppa dei Campioni | Ottavi di finale | Burnley (0-2; 3-2) |
| Olympique Lione | Coppa delle Fiere  | Ottavi di finale | Colonia (1-3; 2-1) |